# Live at the Showbox
Live at the Showbox è il terzo DVD dei Pearl Jam, il primo di uno show completo.

## Il DVD
Live at the Showbox fu registrato il 6 dicembre 2002 al The Showbox di Seattle. Questo è il secondo dei quattro spettacoli di apertura del Riot Act Tour. Il DVD è disponibile solo tramite il sito web della band.

## Tracklist
1. "Elderly Woman Behind the Counter in a Small Town"
2. "Off He Goes"
3. "Thumbing My Way"
4. "Thin Air"
5. "Breakerfall"
6. "Green Disease"
7. "Corduroy"
8. "Save You"
9. "Ghost"
10. "Cropduster"
11. "I Am Mine"
12. "Love Boat Captain"
13. "Gods' Dice"
14. "1/2 Full"
15. "Daughter"/"War"
16. "You Are"
17. "Rearviewmirror"
18. "Bu$hleaguer"
19. "Insignificance"
20. "Better Man"
21. "Do the Evolution"
22. "Yellow Ledbetter"
23. "Soon Forget"
24. "Don't Believe In Christmas"

## Crediti
- Mike McCready – chitarra solista
- Matt Cameron – batteria
- Eddie Vedder – voce e chitarra
- Stone Gossard – chitarra ritmica
- Jeff Ament – basso
- Boom Gaspar – Hammond B3, Fender Rhodes
- Filmato da Liz Burns, Steve Gordon, Kevin Shuss
- Editato da Steve Gordon
- Missato da Brett Eliason
- Registrato da John Burton
- Masterizzato da Ed Brooks all'RFI CD Mastering
- Design e Layout di Brad Klausen